# We don't live too long
We don't live too long is een single van DeAnté. Het is afkomstig van hun album Global victory.

## Achtergrond
DeAnté had al enige bekendheid onder de naam Embraze. Ze werkten onder meer mee aan de compact disc Sylvana’s soul. Hun liedje This christmas night werd een bescheiden hitje. Daarna kwam muziekproducent Jerry Wolf met het verzoek een nummer te schrijven voor het Nationaal Songfestival 1999. Dat was We don’t live too long. DeAnté won het festival niet. Marlayne Sahupala ging er met de eerste plaats van door met One good reason. Ze haalde een niet onaardige achtste plaats op het Eurovisiesongfestival 1999. Dat vertaalde zich niet terug in de Nederlandse hitparades. Alhoewel One good reason afgetekend won, werd We don’t live too long een grotere hit.

## Hitnotering

### Nederlandse Top 40
| Positie: | 27 | 26 | 21 | 19 | 21 | 31 | 40 | uit |

### NederlandseSingle Top 100
| Positie: | 96 | 65 | 54 | 41 | 30 | 21 | 19 | 18 | 18 | 21 | 27 | 35 | 44 | 61 | 78 | uit |